# Woodstock (Nowa Południowa Walia)
Woodstock – miasto w Australii, w stanie Nowa Południowa Walia.